# Arqueologia da Guerra Civil Espanhola
Arqueologia da Guerra Civil Espanhola é o nome dado ao estudo arqueológico sobre os vestígios da Guerra Civil Espanhola, conflito armado que decorreu entre 1936 e 1939.
A Arqueologia da Guerra Civil Espanhola enquadra-se na Arqueologia Contemporânea, uma vertente de estudo da Arqueologia como disciplina das ciências sociais e humanas, na sua componente geral. Esta por sua vez estuda os acontecimentos históricos, de um ponto de vista arqueológico que ocorreram entre a Revolução Francesa, onde se deu início à Era contemporânea, até à nossa actualidade.

## Importância da Arqueologia Contemporânea
A Arqueologia aborda, evidentemente, diversos períodos cronológicos incluindo a Era contemporânea. Não obstante isso, esta área de estudo ainda é muitas vezes desconsiderada em comparação com outros períodos cronológicos mais antigos por vários arqueólogos, devido a diversos factores tais como como a vasta documentação, fotografias e vídeos, que não existem no estudo de períodos cronológicos mais antigos, e que fazem com que a abordagem a determinado sítio arqueológico possa ser diferente devido aos meios que se encontram à disposição dos arqueólogos.
Apesar das várias críticas existem alguns pontos interessantes e válidos que devem ser tidos em conta acerca da importância da Arqueologia Contemporânea:
● Dar a conhecer à sociedade em geral, diversos factos sobre um assunto em particular de um ponto de vista mais material através da Arqueologia.
● Procurar pela veracidade dos factos, que em diversos momentos da Era contemporânea podem ter sido deturpados por exemplo: o número de mortos que um regime apresenta à sua população acerca de algum confronto, manifestação ou guerra versus o número de mortos que realmente ocorreu (p. e. número de mortos nas valas comuns da guerra civil espanhola).
● Integrar a população de uma forma mais activa com a História do seu país, assim como aumentar a consciência da mesma para a preservação do património, (p. e. a Arqueologia Social na América Latina).

## Guerra Civil Espanhola e a sua relação com a Arqueologia
O relacionamento da Guerra Civil Espanhola com a área de estudo da Arqueologia é relativamente recente sendo que apenas no início do século XXI é que a sociedade espanhola começou a presenciar uma mudança, quer em termos políticos como em termos sociais, acerca do conflito que ocorreu em Espanha na década de 30 do século XX.
Esta mudança teve a sua origem na transição numa primeira fase, mais embrionária, após a morte do general Francisco Franco em 1975, quando o reino de Espanha realizou a sua transição gradual para uma monarquia constitucional sendo a mesma reinada por D. Juan Carlos à época.
A segunda fase de transição deu-se após a aprovação da Lei da Memória Histórica em 2006 que se caracterizou, na sua essência pela re-examinação do passado recente da História de Espanha, mais em concreto desde a guerra civil até à actualidade. Esta re-examinação permitiu à sociedade espanhola informar-se de forma mais clara e ampla acerca da guerra civil que ocorreu no seu próprio país assim como o regime de Franco que governou o mesmo durante praticamente 4 décadas.
Ao permitir à sociedade espanhola esta visão mais clara dos acontecimentos , o Estado espanhol tinha como objectivo fazer com que a mesma tivesse a plena noção dos ideais e daquilo que era verdade, ou não, a respeito dos republicanos e dos nacionalistas pois a História Mundial é sempre escrita pelos vencedores e não pelos vencidos.
Naturalmente o regime de Franco caracterizou-se pelo seu anti-socialismo, anti-comunismo e anti-anarquismo que foram as três principais correntes ideológicas que compunham a facção republicana tendo a sociedade espanhola da época sido fortemente influenciada pela ideologia nacionalista.

## Valas comuns
Em termos arqueológicos a Lei da Memória Histórica de 2006 permitiu acelerar o processo de exumações que já se encontrava a decorrer em Espanha desde o início do século XXI, sendo apoiado por organizações não governamentais (ONGs) como por exemplo a associação Recuperación de la Memoria Historica e a associação Foro por la Memoria.
Para além do apoio das ONG's na exumação dos corpos pertencentes a indivíduos que morreram no período da guerra civil espanhola, as universidades também tiveram um papel importante inclusive no período anterior à aprovação da Lei da Memória Histórica, pois as mesmas ajudavam a preservar a documentação e realizavam trabalhos de laboratório como forma de organizar e e detalhar a enorme quantidade de corpos que iam sendo descobertos.
Relativamente às valas comuns em concreto, é possível afirmar que existiam alguns factores importantes que contribuíram para a maior divulgação e aprofundamento do estudo dos indivíduos que iam sendo encontrados. Antes de ser realizado qualquer procedimento arqueológico em concreto, ou seja, a escavação propriamente dita, eram feitos diversos questionários à população próxima do local que iria ser escavado, de forma a facilitar o processo de maximização de todas as informações relevantes e relativas aos indivíduos desaparecidos, e em que circunstâncias é que os mesmos desapareceram.

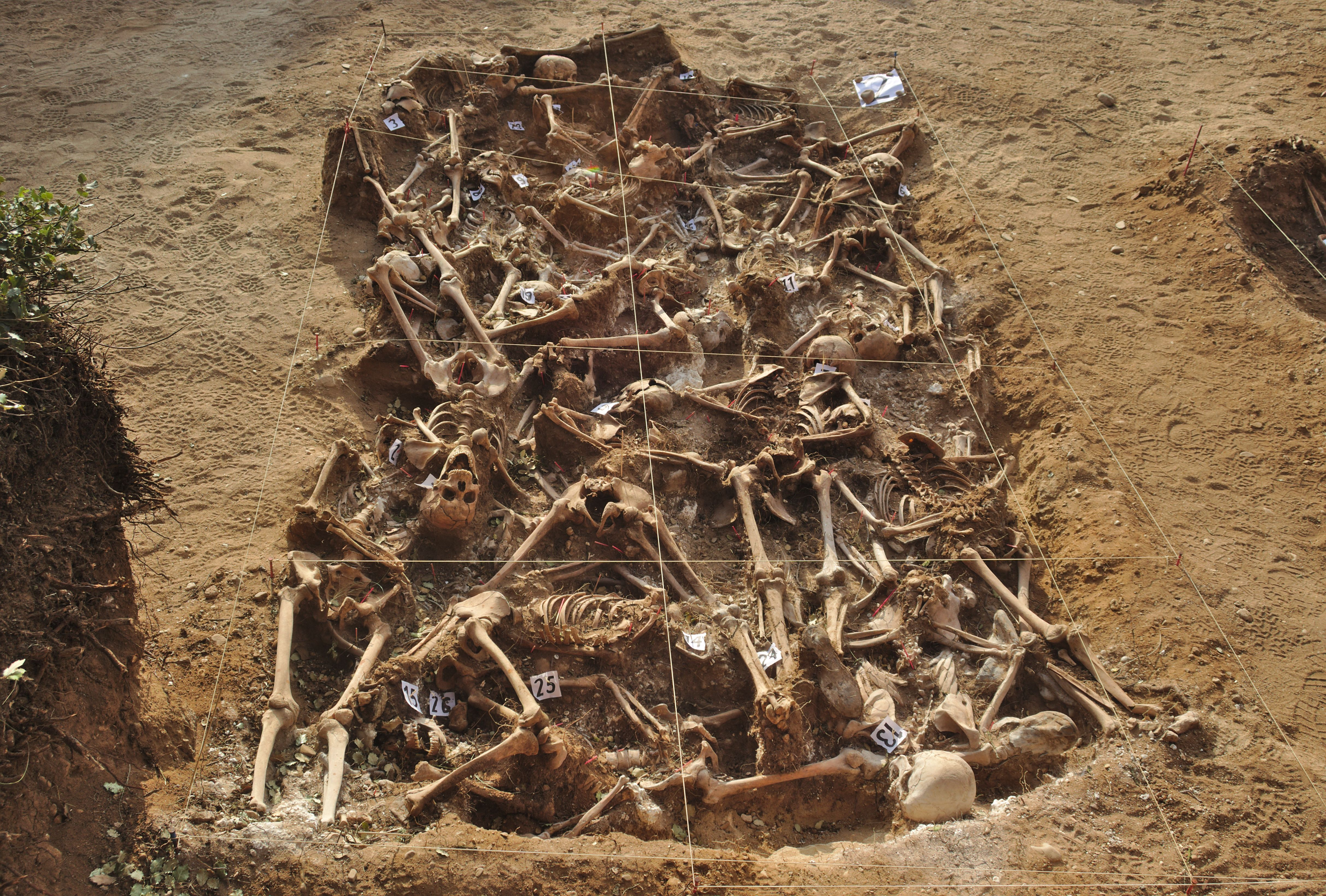
Fig. 1- Escavação de uma vala comum da Guerra Civil Espanhola

Em termos mais práticos, a escavação propriamente dita seguia os padrões normais de uma escavação arqueológica, ao longo de camadas estratigráficas e desse modo deixando os indivíduos expostos que nesse local tinham falecido. Uma parte bastante importante das escavações das valas comuns era também a vistoria do local com um detector de metais de forma a ser possível localizar todos os vestígios possíveis de balas que estivessem no local, pois as mesmas são uma componente directamente ligada aos assassinatos das vítimas que, na sua grande maioria eram mortas a tiro.
Através das análises dos diversos locais referentes às valas comuns, foi possível perceber que muitos dos indivíduos foram mortos antes de serem enterrados nas mesmas, sendo que em certos locais crê-se que vários indivíduos foram mortos nas próprias ruas. Estes assassinatos eram em diversas situações organizados de forma a levar a vítima a pensar que ia ser encaminhada para uma esquadra ou para a penitenciária, quando na realidade as mesmas acabariam por morrer pouco tempo depois.
As valas comuns referentes à guerra civil espanhola tiveram uma utilização bastante diversificada, tendo algumas sido utilizadas para enterrar poucos indivíduos e apenas numa única ocasião, enquanto outras foram utilizadas mais do que uma vez e tinham no seu interior várias ossadas pertencentes a diversas indivíduos.

## Trincheiras

### Nacionalistas
As trincheiras são, desde há bastante tempo uma componente bastante comum dos conflitos armados, sendo as mesmas uma estrutura bastante útil para a defesa de um determinado grupo de indivíduos devido às suas características e especificidades.
A guerra civil espanhola não fugiu a essa regra tendo sido construídas diversas trincheiras de forma a segurar posições estratégicas, e adoptar uma postura defensiva em relação ao inimigo. Relativamente à facção dos nacionalistas é possível afirmar que de todas as trincheiras edificadas, há uma que sobressai devido à quantidade generosa de informações que foram possíveis obter através das escavações arqueológicas realizadas na mesma. Esta trincheira denomina-se El castillo e está situada em Abanádes localizando-se a mesma a Nordeste de Madrid e na província de Guadalajara.
Estas escavações arqueológicas foram realizadas devido a dois motivos principais sendo que o primeiro encontrava-se obviamente no interesse por parte dos arqueólogos em encontrar informações, através dos artefactos presentes, acerca da guerra civil espanhola e das suas especificidades no local em questão. Por outro lado, outra motivação destas escavações, residia no desejo dos arqueólogos, ao finalizarem as escavações no local, poderem deixar o mesmo em condições e apto a ser visitado tanto para indivíduos provenientes do estrangeiro, como para os próprios espanhóis que tinham interesse em adquirir novos conhecimentos acerca deste conflito armado que ocorreu no seu próprio país.
Esta trincheira terá sido construída, muito provavelmente entre Junho de 1937, época em que o alto comando do General Francisco Franco decidiu não iniciar a sua retirada da posição estratégica onde se encontrava até Abril de 1938, data que ficou marcada pela contra-ofensiva nacionalista sobre as posições republicanas situadas na zona mais oriental de Espanha.
A trincheira de El castillo foi construída numa colina sendo que esta localização foi obviamente selecionada pela vantagem em termos defensivos, que a altura do terreno dá, aos indivíduos que se encontravam dentro da trincheira. Foram também deixados postos de metralhadoras onde eram feitos pequenos buracos na própria trincheira de modo a aproveitar a conjugação da localização da mesma com o poder de fogo destas armas, fazendo com que se tornasse mais complicado para o invasor aceder ao local. Numa das extremidades desta trincheira em específico foi construído um bunker onde era usado armamento de maior calibre, sendo que toda a estrutura em si foi construída e reforçada com materiais que aguentassem uma possível invasão armada, tais como pedra ou betão com cerca de 60 centímetros de espessura e contendo ainda a presença de ameias, muito conhecidas pela sua presença nas muralhas dos castelos onde forneciam protecção aos indivíduos dentro do mesmo dando-lhes também a possibilidade de observar e atacar à distância o inimigo.
Para além da estrutura defensiva e mais visível no topo da mesma, a trincheira de El castillo continha também alguns abrigos no interior e ao longo da mesma onde, como o nome indica, serviam para abrigar os soldados que estivessem, no momento a repousar enquanto os seus camaradas estavam de vigia no topo da trincheira. Por motivos de segurança, estes abrigos tinham acesso directo à trincheira, de forma a evitar a exposição desnecessária dos soldados que se encontravam no interior mesma, ao fogo inimigo.
Para além da própria estrutura e dos dados bastantes interessantes que fazem parte da mesma, existem dados arqueológicos que se manifestaram através da presença de arte urbana nas trincheiras, vulgarmente conhecidos como graffitis. Tanto neste local como noutras fortificações e estruturas defensivas foram descobertas provas físicas que demonstravam o estado de espírito dos soldados presentes na mesma à época. No caso da trincheira de El castillo foram descobertos 16 exemplares (de graffitis) contendo mensagens de motivação e de apoio ao regime de franquista: “(...) Franco Caudillo (en el parapeto aspillerado), Vi[va Fran]nco (...)”.

### Republicanos
No lado oposto deste conflito armado, os republicanos também construíram fortificações e trincheiras de modo a abrandar o avanço dos nacionalistas o máximo possível.
Relativamente à arte urbana, e começando pelo tópico que foi abordado ainda há pouco, é possível afirmar que, no lado dos republicanos a demonstração de arte urbana, principalmente nos graffitis que eram elaborados, teve uma presença bastante mais considerável em comparação com os nacionalistas. Este facto deu-se principalmente devido à gradual perda de território, no decorrer da guerra, por parte dos republicanos, o que a nível psicológico tem um efeito considerável no estado de espírito dos indivíduos envolvidos e obviamente os mesmos exprimiam esses sentimentos através da pintura de murais e graffitis de modo a manter a motivação e moral o mais alta possível e demonstrando também o seu apoio ao regime republicano espanhol.
Em relação à construção das trincheiras em si é possível afirmar, como forma de exemplo das diversas que foram construídas, que perto da povoação de Abanádes, tal como existia a trincheira nacionalista El Castillo foi também construída uma trincheira pelos republicanos, denominada Alto de la Casilla sendo que a mesma tinha bastantes similaridades com a trincheira nacionalista analisada anteriormente.
Após as escavações na trincheira do Alto de la Casilla foram descobertas 60 balas de Mosin Nagant, um fuzil construído na União soviética, sendo que para além disso, observando a estrutura completa da fortificação do Alto de la Casilla, parece não ter sido construída nenhuma torre de vigia fortificada, que assegurava um melhor controlo sobre o inimigo, sendo que na trincheira nacionalista El Castillo essa estrutura encontra-se presente e faz parte da composição da global da trincheira.

## Campos de concentração
A realidade da existência de campos de concentração é um facto inegável e que tem sido ao longo dos anos estudado de forma bastante aprofundada. Desde o campo de concentração do Tarrafal, em Cabo Verde, pertencente ao sistema prisional português do Estado Novo , passando pelos campos de concentração que existiram na Alemanha Nazi, até aos gulags da União Soviética é possível observar que existe um padrão específico. Esse mesmo padrão passa pela utilização da censura, repressão e a por consequente, a violência de modo a fazer com que a sociedade siga as regras impostas pelo Estado, especialmente em termos políticos, e dessa forma, não permitindo a instauração de um verdadeiro regime democrático onde a diversidade de opiniões é um factor elementar e característico do regime e da sociedade.
Tendo a noção que a existência dos campos de concentração era uma realidade nos regimes que reprimiam a população utilizando a força e violência como ferramenta principal, o caso espanhol durante o período da guerra civil e após o mesmo não é excepção à regra.
Antes de referir o exemplo principal deste tópico é necessário referir que o regime republicano espanhol, durante a sua curta existência, e antes de ter saído derrotado da guerra civil também tinha uma polícia política que procurava, detinha e encarcerava indivíduos que pudessem destabilizar o sistema político, fossem eles de extrema direita ou também de extrema esquerda (como era o caso dos anarquistas). Essa polícia política denominava-se SIM (Servicio de Información Militar) e operou um pouco por todo o país, encarregando-se inclusive de deter os desertores republicanos durante o período da guerra civil espanhola, prendendo-os em diversos campos de concentração e prisões que existiam no país como era o exemplo do campo de concentração de Castuera situado a cerca de 170 quilómetros a Oriente de Madrid.
Por outro lado, na facção nacionalista a maioria dos campos de concentração e o número de detenções ocorreu após o final da guerra, quando o regime de Franco governou por completo Espanha removendo da sociedade todos os indivíduos que representassem uma ameaça ou não se enquadrassem em termos políticos com o regime que estava em vigor à época.
No regime de Franco era realizada uma triagem relativamente aos detidos e ao destino dos mesmos. Se o indivíduo representasse uma grande ameaça ao regime era, na generalidade dos casos condenado à morte. Por outro lado se não fosse considerado como uma grande ameaça ao regime era condenado a trabalhos forçados estando este factor dependente da sua idade e da sua condição física para realizar esses mesmos trabalhos forçados.
A única forma dos indivíduos que fossem detidos saírem em liberdade era se os mesmos demonstrassem uma mudança drástica em termos políticos e conseguissem provar a sua lealdade ao regime franquista. Aqueles que conseguissem sair demonstrando isso mesmo, eram encaminhados para o serviço militar obrigatório após a sua libertação.
Em termos materiais um exemplo bastante adequado a este tópico é a prisão de Castuera, localizada na província de Badajoz. Esta prisão/campo de concentração viu passar pelo seu estabelecimento cerca de 30 mil indivíduos, na sua grande maioria presos políticos, entre Abril de 1939 e Março de 1940, época em que foi desmantelada.
Entre 2010 e 2012 foram realizadas escavações na antiga prisão de Castuera, contando com a participação do arqueólogo Alfredo González-Ruibal, tendo os arqueólogos o objectivo de analisar em maior detalhe a área onde se encontravam as instalações, as latrinas, os postos de vigia dos guardas e também as exumações que foram realizadas no cemitério a pedido da A.M.E.C.A.D.E.C. (Asociación Memorial Campo de Concentración de Castuera), sendo que esta associação conseguiu que este local fosse considerado como um bem de interesse cultural, caso único em Espanha.

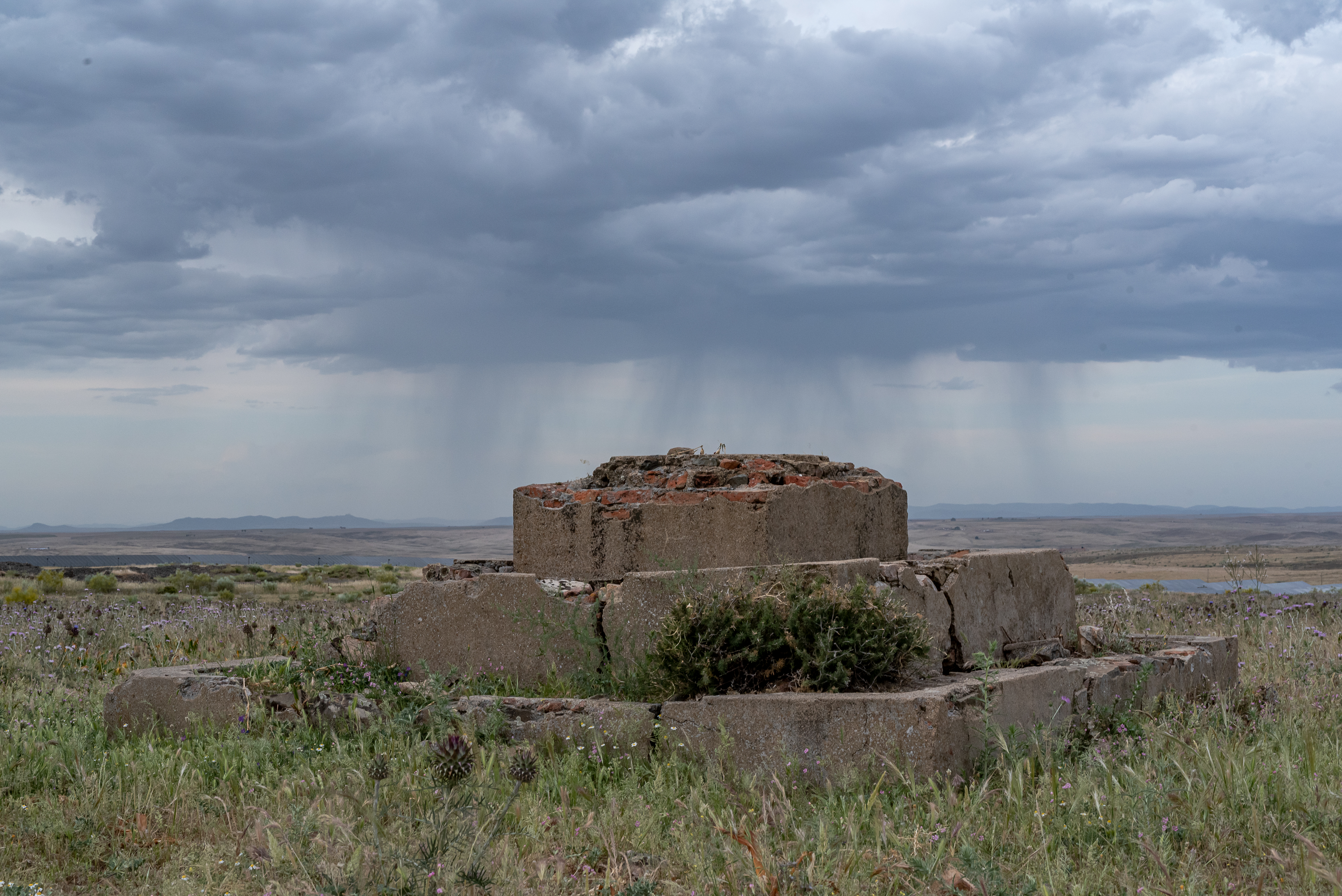
Fig. 2 - Vestígios do campo de concentração de Castuera, em Badajoz

O campo de concentração era formado por 80 barracões pré fabricados onde, em cada um eram alojados 70 presos o que, feitas as contas, dava menos de 1 metro quadrado por preso, o que revelava umas condições bastante claustrofóbicas de detenção, sendo por comparação cinco vezes menor do que prisões construídas nos E.U.A. ou na Alemanha nas duas guerras mundiais que ocorreram no século XX.
Com as escavações realizadas no local foi também possível perceber que a vida dos reclusos era bastante complicada em termos de sobrevivência, tendo os mesmos que compartilhar por exemplo, uma lata de sardinha por 4 indivíduos. Em termos de higiene e de condições de vida também não era muito favorável a situação para os reclusos sendo que vários acabariam por falecer vítimas de doenças contraídas dentro do próprio campo de concentração. As doenças contagiosas tais como a tuberculose e o tifo seriam das mais letais devido à descoberta de diversas caixas de medicamentos e ampolas de vidro que foram encontradas no local após as escavações.
Incluída também nas condições e de vida e na higiene dos reclusos encontravam-se os sistemas sanitários da prisão que eram bastante fracos e reduzidos sendo que as latrinas que eram usadas pelos reclusos tinham apenas 30 a 50 cm de profundidade o que levava ao seu rápido entupimento e consequente acumulação de dejetos que eram nocivos para a higiene pública do local em questão. Os sistemas sanitários do campo de concentração de Castuera eram também feitos para deixar os reclusos com o máximo de desconforto possível devido à sua privacidade praticamente inexistente e, adicionando aos problemas de saúde que ocorriam como as gastroenterites faziam com que as condições sanitárias se revelassem um suplício tanto mental como físico.
Para todos os indivíduos que estivessem detidos em Castuera e que ousassem confrontar a autoridade imposta pelos guardas o desfecho era bastante severo. A pena de morte era muitas vezes aplicada para situações de indisciplina por parte dos reclusos que acabavam por ser enterrados em valas comuns ou no cemitério próximo da prisão de Castuera que também foi alvo de estudos por parte dos arqueólogos que analisaram o local. Segundo o próprio arqueólogo Alfredo González-Ruibal foram documentados um total de 36 corpos sendo que 33 dos mesmos eram prisioneiros de Castuera.

## Arqueologia da Batalha do Ebro

### Importância da arqueologia no estudo da aviação
Neste tópico será abordada uma das mais, senão mesmo, a mais importante batalha que ocorreu durante a guerra civil espanhola: a batalha do Ebro.
Esta batalha ocorreu entre 25 de Julho e 16 de Novembro de 1938 tendo a mesma decorrido próximo do Rio Ebro (daí o seu nome) que se situa na região mais oriental de Espanha próximo de Aragão. Este conflito viria a ter bastante impacto e notoriedade devido ao número de efectivos humanos e bélicos (terrestres e aéreos) que foram organizados e convocados para participar nesta batalha. Esta batalha ocorreu num período onde a facção nacionalista estava gradualmente a progredir para ganhar o controlo de todo o território espanhol sendo que na mesma, depois da ofensiva nacionalista sobre as posições republicanas, existiu uma contra-ofensiva por parte dos republicanos, com vista a recuperar o território que foram gradualmente perdendo, mas que acabou por não ter sucesso.

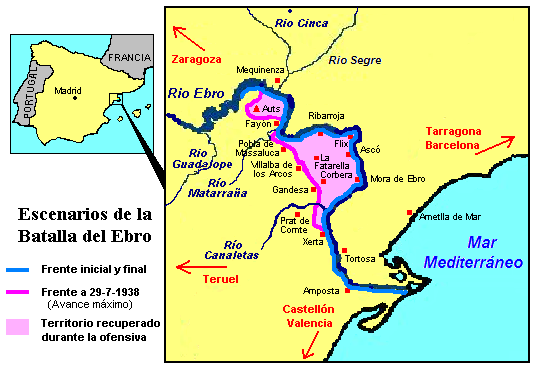
Fig. 2- Mapa demonstrativo da batalha do Ebro

Numa perspectiva arqueológica esta batalha veio a resultar na investigação e estudos intensivos por parte da DIDPATRI (Didática del Património) sendo esta organização composta por investigadores da Universidade de Barcelona que tem a batalha do Ebro como principal fonte e alvo do estudo da mesma. Dentro da diversidade dos estudos que tem sido levado a cabo pela DIDPATRI um dos que sobressai, e tem relevância no contexto da Arqueologia da guerra civil espanhola é o papel que a aviação teve nesta batalha.
Nesta batalha em particular os combates aéreos foram bastante importantes para o desenrolar da mesma sendo que a força aérea republicana, mais conhecida como La Gloriosa tentou, em vão por todos os meios, enfrentar o poderio da força aérea nacionalista que contava com o apoio das forças aéreas alemãs e italianas.
A DIDPATRI, apesar do escasso património arqueológico que se veio a descobrir, desde 2002 que iniciou um estudo bastante detalhado sobre a aviação e todas as suas componentes tais como a documentação de artefactos e da cultura material, aeródromos, evidências dos bombardeamentos aéreos, documentação sobre acidentes que possam ter ocorrido assim como monumentos comemorativos ou funerários ligados à aviação.
Num contexto mais prático, a aviação da batalha do Ebro, foi analisada através de escavações arqueológicas que decorreram entre 2008 e 2018, sendo que numa primeira fase foram prospectadas e escavadas certas e determinadas áreas de alguns aeródromos tais como Pacs, Santa Oliva, Sabanell, Els Monjos, La Garriga e o aeródromo de El de Celrà em Girona, sendo que todos os que foram anteriormente referidos encontravam-se na região da Catalunha.
Através de um procedimento em duas fases foram também escavados outros locais associados aos aeródromos, sendo que, numa primeira fase eram procuradas irregularidades e anomalias que pudessem evidenciar alguma utilização singular desse mesmo terreno em períodos anteriores e mais tarde, esses mesmos terrenos eram alvo de uma prospecções geofísicas, prospecções com utilização de georadar, prospecções magnéticas e utilização de detectores de metais com o objetivo de analisar melhor a área antes da realização de qualquer escavação no local. Devido a estes métodos tecnológicos para além dos locais referidos, que foram alvo de estudo, também refúgios antiaéreos, trincheiras defensivas, observatórios, postos de comando,espaços residenciais e limites de pistas aéreas foram analisadas. Seguidamente a estes locais terem sido prospectados e escavados toda a sua cultura material, presente nesses mesmos locais, foi analisada em laboratório seguindo critérios estabelecidos por historiadores e especialistas em aviação e aeródromos, sendo que após essa análise de mais de um milhar de artefactos encontrados, foi possível constatar que a grande maioria das peças foi classificada, de acordo com os historiadores e especialistas como “armamento militar; “peças de aviação”; “objectos da vida quotidiana”; “objectos agrícolas” e “outros”.
A investigação arqueológica, relativa à aviação, da Batalha do Ebro revelou-se bastante importante devido ao estudo de uma componente material (os aviões e todas as estruturas diretamente ligadas aos mesmos) que teve imensa relevância neste batalha em específico e que, graças às diversas escavações arqueológicas neste local, permitiu a continuação da longa e importante “caminhada” em direcção ao esclarecimento da guerra civil espanhola quer pelo seu valor e interesse histórico-militar de forma a saber como ocorreram e que tácticas foram utilizadas nestas batalhas como também do ponto de vista do seu valor político e social, de forma a esclarecer a sociedade espanhola acerca dos factos que ocorreram nesta guerra e deixando a mesma ganhar consciência das possíveis “lavagens cerebrais” que o regime político e ditatorial de Francisco Franco possa ter passado e manipulado ao longo de várias décadas.
Para além do interesse arqueológico e histórico a arqueologia da batalha do Ebro revelou-se bastante avançada em termos sociais pois, neste caso em específico, a Arqueologia adquiriu contornos públicos. Ou seja, através de organizações como a já referida DIDPATRI, a ADAR (Associació d’Aviadors de la República) e a CIARGA (Centro de Interpretación de la Aviación Republicana) o foco destas investigações era também para dar a conhecer ao público em geral mais informações e especificidades sobre a guerra civil espanhola e a no modo como a Arqueologia ia desvendando e esclarecendo novas provas factuais, que antes não eram possíveis de ser constatadas. Estamos perante um caso claro de Arqueologia Pública.

## Arqueologia do Pós-Guerra
Apesar da guerra civil espanhola ter tido o seu término em 1939, mais precisamente a 1 de Abril desse mesmo ano, a situação caótica a nível económico e social que se viveu em Espanha no período do pós-guerra foi bastante complexa.
Como em qualquer território onde ocorre uma guerra, ainda para mais, com o poder de fogo que já existia no século XX, os locais onde habitam as populações aí residentes muitas vezes acabam por ser devastados pela simples brutalidade do conflito em si. Em Espanha este facto não se revelou excepção sendo que várias cidades, vilas e aldeias ficaram completamente destruídas durante a guerra.
Devido a essa situação foi aprovado, em 1959, o Plano de Emergência Social, com o objectivo de fomentar a construção de casas e acabar com as habitações precárias (barracas) que se foram formando durante e após a guerra. Contudo uma situação interessante a divulgar e que ocorreu após a guerra civil espanhola ter tido o seu término foi o regresso de muitos indivíduos e famílias ao campo, dado que os mesmos tinham saído desses mesmos locais devido às localidades em questão terem servido como palco principal das batalhas entre os nacionalistas e os republicanos, como foi por exemplo a localidade de Abánades, já anteriormente referida, onde decorreram violentos confrontos.
O ponto interessante a divulgar surge precisamente com este regresso das populações a locais como Abánades por exemplo onde a agricultura voltou a assumir um papel bastante importante na sobrevivência das populações locais e onde surgiu um novo tipo de “colheitas”: a recolha de objectos de guerra. Para ajudar na reconstrução das habitações e estruturas de trabalho foram reutilizados vários materiais bélicos. Vigas que anteriormente serviriam para criar obstáculos anti-tanque ou abrigos dos telhados seriam agora usados como lintéis; As chapas de ferro corrugado usadas na guerra eram agora utilizadas para criar galinheiros, cercar as hortas e barracões que existissem; Noutras situações registou-se também o uso de caixas de munições e capacetes para criar ninhos para os pássaros.
Para além de um carácter funcional, os objectos bélicos que foram deixados nestes locais serviriam também como objectos de adorno nas habitações, como fragmentos de balas, granadas e morteiros utilizados na decoração das casas.
Com o regresso ao campo, apesar da criatividade e aproveitamento das populações de materiais que são associados a destruição e morte, não foi possível, em diversas situações, fugir à paisagem brutal e horrenda do número de mortos que foram deixados nas ruas de diversas localidades, e em zonas florestais próximas das mesmas um pouco por todo o território espanhol (como é o caso de Abanádes).
Vários foram os corpos que acabariam por ser enterrados nas trincheiras, no caso específico de Abanádes por exemplo, onde as mesmas foram usadas para depositar vários indivíduos mortos durante a guerra , e que seguidamente, acabariam por ser tapadas com terra.
Importante também referir que, dadas as condições de vida bastante difíceis no período do pós guerra em Espanha, muitos objectos pertencentes aos indivíduos falecidos e depositados em antigas trincheiras, cemitérios (etc…) eram retirados dos mesmos para obtenção de lucro ou para uso próprio, assistindo-se assim a uma superioridade das dificuldades dos momentos vividos à época sobre a ética e moral da sociedade.